# Martin Holmgren

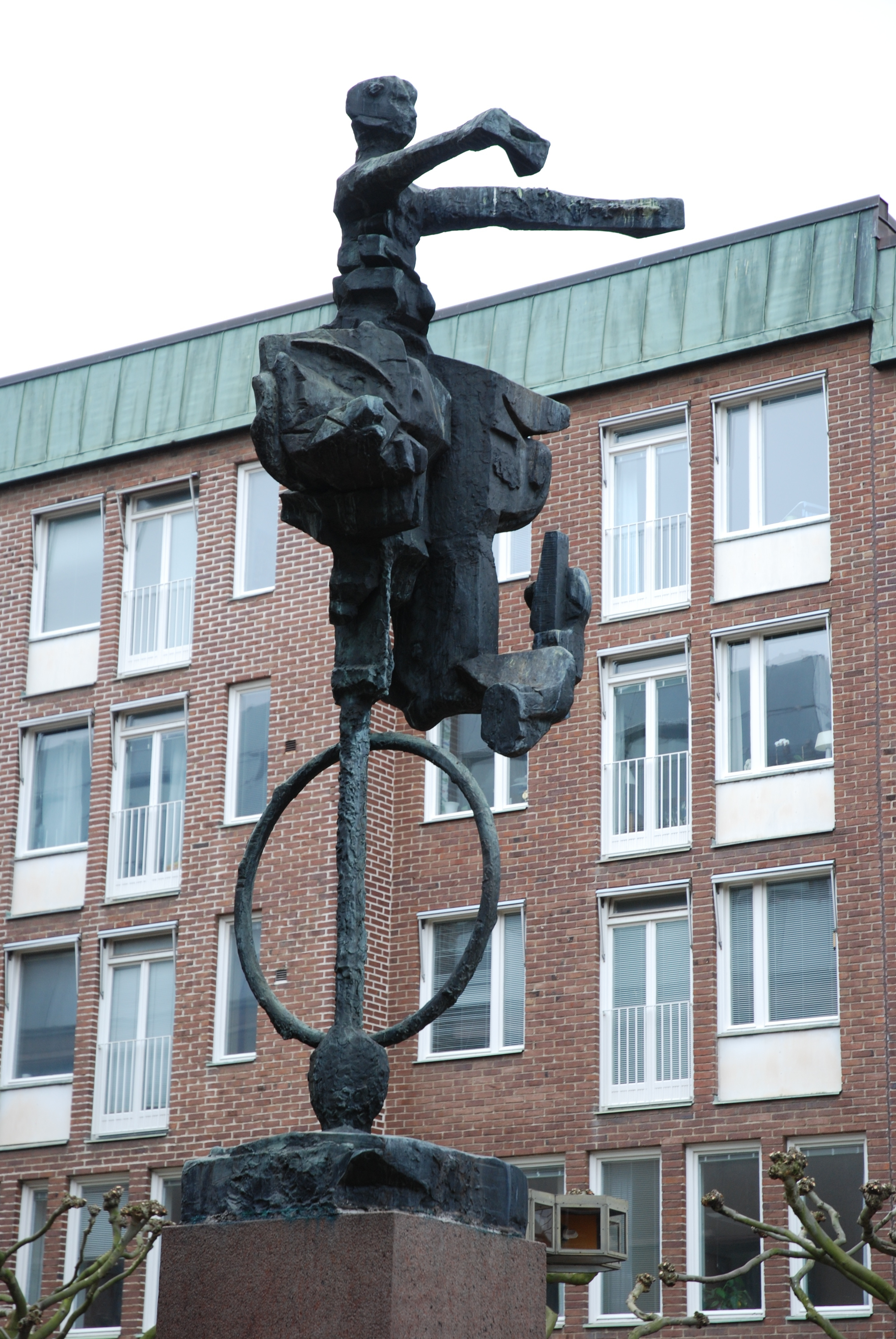
Monument över gatuakrobat med hund, Knut den stores torg i Lund

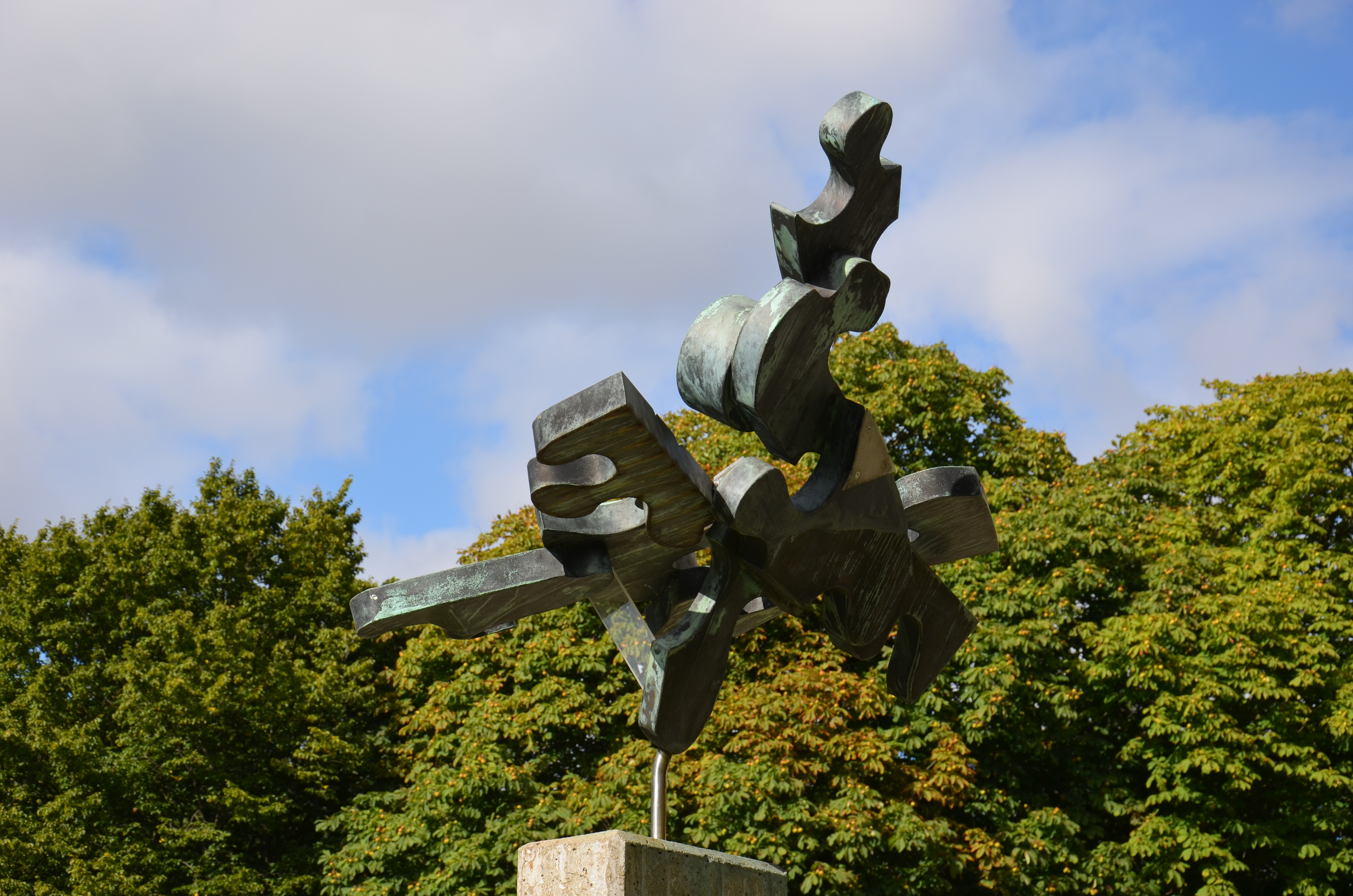
Skapland vid Ulrikedal i Lund

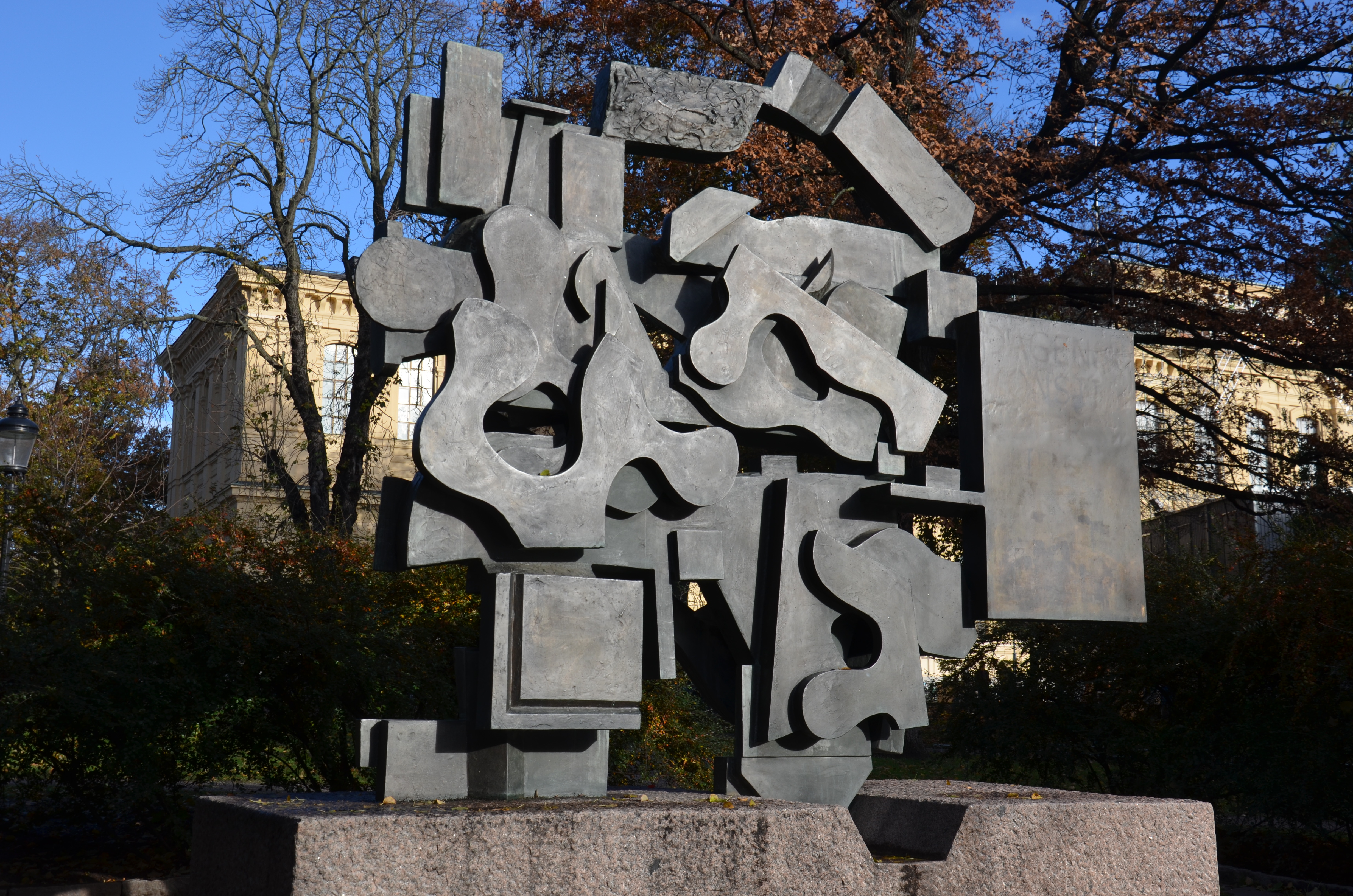
Isobartema i Humlegården i Stockholm

Martin Hjalmar Holmgren, född den 6 juni 1921 i Hällnäs, Västerbotten, död 25 augusti 1969 i Vaxholm, Uppland, var en svensk skulptör och tecknare.

## Biografi
Martin Holmgren tog teckningslärarexamen 1944 i Stockholm och studerade för Eric Grate på Konstakademien 1945-50. Han fick tillsammans med  Palle Pernevi och andra unga konstnärer sitt genombrott omkring 1950. 
Han arbetade med abstrakta såväl som föreställande motiv. Framför allt ägnade han sig åt rörelseproblem samt människans relation till rum och miljö (Akrobatcyklist). Liksom Alberto Giacometti uttrycker han ångest och själens ensamhet genom att utnyttja tomrummet mellan figurerna i gruppen.
Martin Holmgren är representerad på Moderna museet, Sven-Harrys konstmuseum, Göteborgs konstmuseum[källa behövs], Kalmar konstmuseum och Norrköpings konstmuseum.

## Offentliga verk i urval
- Sex balkongräcken i järnsmide, 1956, Österängsskolan i Östersund
- Relief i Posthuset i Landskrona, betong, 1955
- relief i Oxelösunds kyrka, brons, 1960
- Monument över gatuakrobat med hund, brons, omkring 1960, Knut den stores torg i Lund
- Isobartema, brons, 1970, Humlegården i Stockholm
- Skapland, brons, studentbostadsområdet Ulrikedal i Lund
- relief i brons för Nya kyrkan i Östertälje